# Rudolf Kotnik
Rudolf Kotnik, slovenski slikar, * 8. januar 1931, Volmat/Admont, Avstrija, † 25. oktober 1996, Hoče, Slovenija.
Kotnik se je rodil v Admontu v Avstriji. Študiral pa je slikarstvo na Akademiji za likovno umetnost v Ljubljani, kjer je bil prvo učenec pri profesorjih Gojmirju Antonu Kosu in diplomiral pri Maksimu Sedeju starejšemu leta 1955. Po vojaškem roku se je 1956 zaposlil kot likovni pedagog na osnovni šoli v Slovenski Bistrici, kasneje na OŠ Dušana Flisa v Hočah in od 1971 do upokojitve na II. gimnaziji Maribor.  

## Nagrade
- 1980 Nagrada Prešernovega sklada za razstavi v Zagrebu in Splitu
- 1991 Glazerjeva nagrada
- 1995 Jakopičeva nagrada
- 2001 častni občan občine Hoče-Slivnica (posthumno)